# Partito Liberale Svizzero
Il Partito Liberale Svizzero (PLS) è stato un partito politico svizzero di area liberalconservatrice. Fondato nel 1913, nel 2009 è confluito, insieme al Partito Liberale Radicale, nel PLR.I Liberali Radicali.

## Storia
Il PLS è stato fondato nel 1913 come portatore di istanze liberali più moderate rispetto al quelle del Partito Radicale Democratico. Il PLS raccolse i gruppi che già nel 1892 non avevano aderito al partito liberale radicale, presenti nei cantoni protestanti della Svizzera romanda (Neuchâtel, Vaud e Ginevra, nonché nel Canton Basilea Città) e che, all'Assemblea federale del 1911 contavano su 13 seggi fra cui due conservatori protestanti di Berna e 3 liberali conservatori. Tra il 1917 ed il 1919 espresse anche il suo unico consigliere federale, Gustave Ador. Molte sezioni cantonali del PLS non sopravviveranno oltre la Seconda Guerra Mondiale.
Il PLS è stato peraltro ininterrottamente rappresentato al Consiglio degli Stati dal 1866 con il ginevrino Auguste Turrettini fino al 1999, la maggiore rappresentanza al nazionale è stata assicurata da Ginevra e Vaud. Negli anni sessanta il partito tentò di estendere la propria base nuovamente al di là di questi quattro cantoni ma l'unico risultato di un certo rilievo fu ottenuto in Vallese dove è presente nel parlamento cantonale.
Fino al 2003 il Partito, che dispone di quattro soli seggi nell'Assemblea federale, resta pertanto presente principalmente nei cantoni di Neuchâtel, Vaud, Ginevra e Basilea Città, quattro Cantoni nei quali il PLS è rappresentato anche nel governo cantonale.
Dopo le elezioni politiche del 2003 il PLS ha costituito un gruppo parlamentare comune con il Partito Liberale Radicale e nel giugno 2005 ha dato vita con lo stesso ad una struttura programmatica comune, l'Unione Liberale Radicale. Alle politiche del 2007, il PSL ha mantenuto i 4 deputati del parlamento uscente, nonostante il calo dello 0,6%. Il 25 ottobre 2008 PLR e PLS hanno deciso di fondersi in un unico partito, nato il 1º gennaio 2009 con il nome di PLR.I Liberali Radicali.

## Risultati elettorali
Dal 1919, quando fu introdotto il sistema elettorale proporzionale per l'elezione del Consiglio Nazionale, il Partito Liberale Svizzero ha ottenuto i seguenti risultati:
| Elezione | Voti   | %    | Seggi al Consiglio nazionale | Seggi al Consiglio degli Stati |
| -------- | ------ | ---- | ---------------------------- | ------------------------------ |
| 1919     | 28 497 | 3,81 | 9 / 189                      | 2 / 44                         |
| 1922     | 29 041 | 3,95 | 10 / 198                     | 1 / 44                         |
| 1925     | 22 217 | 2,99 | 7 / 198                      | 1 / 44                         |
| 1928     | 23 752 | 2,95 | 6 / 198                      | 1 / 44                         |
| 1931     | 24 573 | 2,85 | 6 / 187                      | 2 / 44                         |
| 1935     | 30 476 | 3,34 | 6 / 187                      | 2 / 44                         |
| 1939     | 10 241 | 1,66 | 6 / 187                      | 2 / 44                         |
| 1943     | 28 434 | 3,23 | 8 / 194                      | 2 / 44                         |
| 1947     | 30 492 | 3,18 | 7 / 194                      | 2 / 44                         |
| 1951     | 24 813 | 2,58 | 5 / 196                      | 3 / 44                         |
| 1955     | 21 688 | 2,22 | 5 / 196                      | 3 / 44                         |
| 1959     | 22 934 | 2,33 | 5 / 196                      | 3 / 44                         |
| 1963     | 21 501 | 2,24 | 6 / 200                      | 3 / 44                         |
| 1967     | 23 208 | 2,34 | 6 / 200                      | 3 / 44                         |
| 1971     | 43 710 | 2,19 | 6 / 200                      | 2 / 44                         |
| 1975     | 47 256 | 2,45 | 6 / 200                      | 1 / 44                         |
| 1979     | 51 258 | 2,80 | 8 / 200                      | 3 / 46                         |
| 1983     | 55 326 | 2,82 | 8 / 200                      | 3 / 46                         |
| 1987     | 52 532 | 2,72 | 9 / 200                      | 3 / 46                         |
| 1991     | 62 073 | 3,04 | 10 / 200                     | 3 / 46                         |
| 1995     | 50 317 | 2,67 | 7 / 200                      | 3 / 46                         |
| 1999     | 43 870 | 2,25 | 6 / 200                      | 0 / 46                         |
| 2003     | 45 864 | 2,18 | 4 / 200                      | 0 / 46                         |
| 2007     | 42 356 | 1,84 | 4 / 200                      | 0 / 46                         |